# 西恩德 (伊利諾伊州)
西恩德（英語：West End）是位於美國伊利諾伊州富蘭克林縣的一個非建制地區。該地的面積和人口皆未知。

## 地理
西恩德的座標為37°53′21″N 88°42′20″W / 37.88917°N 88.70556°W，而該地的平均海拔高度為136米（即446英尺）。